# حيدر (فلم هندي)
حيدر (بالإنجليزية: Haider)، هو فيلم هندي دراما من بطولة شاهيد كابور وشرادها كابور وتابي يظهر به عرفان خان في ظهور خاص. الفيلم طُرِح في السينما في 2 أكتوبر 2014. وقصته مأخوذة من هاملت التي كتبها ويليام شكسبير. وصُوِّر في كشمير. الفيلم هو الثالث لفيشال بهاردواج قصته كتبت عن طريق ويليام شكسبير بعد مقبول (2003) واومكارا (2006). شاهيد كابور شارك في إنتاج الفيلم بشراكة متساوية مع فيشال بهارداج وسيدهارث روي كابور.

## طاقم التمثيل
- شاهيد كابور (بدور: حيدر)[11]
- تابي (بدور: جيرترود زوجة أب حيدر)[12][13]
- شرادا كابور (بدور: أرشيا أوفيليا مراسلة صحفية)[14]
- كاي كاي مينون (بدور: عم حيدر)[4]
- ناريندرا جها
- كلبهشا خرباندا
- اليت باريمود
- أشيش فيديارثي
- عامر بشير
- سوميت كول
- راجات بهجت
- عرفان خان (في ظهور خاص)[15]

## الإنتاج
في البداية، كانت هناك اتصالات بين فيشال بهارداج وشاهيد كابور لإنتاج جزء ثاني لفيلم الأوغاد. وبعد مزيد من المحادثات، قرر فيشال بهارداج إنتاج فيلم مستوحات قصته من مسرحيات وليم شكسبير. وقرر أنه اما ستكون القصة من مسرحية الملك لير أو مسرحية هاملت، اختار بعدها كشمير مكانأ لتصوير الفيلم بسبب المكائد السياسية والتاريخ الكشميري وكذلك الصراعات الجنسية التي ستحدث في فيلم.
شاهيد كابور، شارك في إنتاج الفيلم مع فيشال بهارداج وسيدهارث روي كابور بشراكة متساوية. شاهيد كابور أصبح منتجا للفيلم بسبب ثقته في نجاح الفيلم. ميزانية الفيلم تبلغ 37 كرور روبية هندية (6٫1 مليون دولار أمريكي)، 22 كرور روبية هندية (3٫7 مليون دولار أمريكي) كانت لإنتاج الفيلم و 15 كرور روبية هندية (2٫5 مليون دولار أمريكي) كانت للدعاية عن الفيلم.

## التصوير
بدء تصوير الفيلم في نوفمبر 2013، تم تصوير جزء كبير من الفيلم في سريناجار في كشمير. كان من المقرر طرح الفيلم في السينما في نفس اليوم طرح فيلم رانبير كابور جاغا جاسوس. وكانت هناك احتجاجات في جامعة كشمير لتصوير الفيلم في كشمير. الجدول الزمني لتصوير الفيلم في كشمير بدء في يناير 2014. فيشال بهارداج أكد لرئيس الوزراء الكشميري عمر عبد الله إن الفيلم سيكون به إساة إلى الحساسيات المحلية والتطلعات السياسية. تم الانتهاء من تصوير الفيلم في 24 فبراير 2014.

### مواقع التصوير
مواقع تصوير فيلم حيدر في جامو وكشمير
- باهالجام
- منطقة كهريبال، انانتناج
- متان، انانتناج
- ايشان سحاب زينة كادال جسر سريناغار القديم
- نيشات باغ، سريناغار
- بحيرة دال
- قاضي جند، منطقة انانتناج
- مارتاند معبد الشمس، انانتناج
- الإقامة الطريق، سريناغار
- الصحافة مستعمرة / جيب، سريناغار
- نسيم باغ (جامعة حديقة كشمير)، حضرة بال

### احتجاج طلاب كشمير على تصوير الفيلم
في 24 نوفمبر 2013، خلال تصوير الفيلم، أعترض طلاب جامعو كشمير، على رفع العلم الوطني فوق مخبأ مؤقت. لقد واجهوا احتجاجات على التصوير من سلسلة من فدائيي وقال الهجوم على حرم جامعة أن مجموعة من الطلاب تجمعوا في جامعة الخلابة نسيم باغ، داخل الحرم الجامعي، وبدأت تهمس وتساءل على تحري مجموعة - ملجأ مؤقت مع العلم الوطني الهندي فوق ذلك. حتى التصوير كان من المقرر في يوم عطلة، بدأ الحشد تورم مع دخول أكثر من 50 طالبا من اثنين نزل مبنى الشرطة على واجب أحبطت محاولة في البداية الطلاب لتعطيل تصوير الفيلم مع اعتقال اثنين من الشباب الذي طلب من المديرين لهدم العلم الهندي ونكون حذرين أن لا شيء للاعتراض (على الحشد مكافحة الهندي) تم تصويره في حرم الجامعة. حتى عندما تم سحب ثلاثي الألوان أسفل تحت الضغط، وهتف الطلاب في فاعل للتدخين في جميع أنحاء المجموعة. ومع ذلك، في حين، بدأ الحشد وهم يهتفون بشعارات مناهضة للهند والمؤيدة لل آزادي، إلى جانب صيحات استهجان الطاقم. قريبا وحدة حزموا وانسحبت. وقال سريناجار قائد الشرطة عاشق البخاري أن مجموعة رقيقة من الطلاب اعترضوا على العلم الوطني. «وحدة فيلم حزموا دون التقاط اشتباك مع الطلاب. ألم يكن مظاهرة كبيرة. الشرطة لم تتدخل، وغيرها من توفير الأمن من المعقول أن الجهات الفاعلة وقال المتحدث الرسمي من جامعة كشمير اتحاد الطلبة المحظورة (التي تم حظرها من قبل السلطات اسكواش) في بيان ان المتظاهرين أجبرت وحدة الفيلم لتحقيق أسفل العلم الهندي والممثل اضطر أيضا عرفان خان ل اخماد سيجارته على» الحرم الجامعي خالية من الدخان «. وزعم أن اثنين من» المحتجين «تم اعتقالهم من قبل الشرطة ولكن أطلق في وقت لاحق.» وجاء الطلاب من النزل وأثار المؤيدة لل حرية وشعارات مناهضة للهند في الحرم الجامعي. بعد حصلت على الوضع خارج نطاق السيطرة، بروكتر نصير إقبال تمكنت الإفراج عن كل من الطلاب ووعد العمل موجه ضد أفراد الأمن.
وكان تصوير الفيلم أيضا توقفت لفترة وجيزة للمرة الثانية في جنوب كشمير في يناير كانون الثاني عام 2014، عندما أطلق طالبأ النار على طاقم التمثيل. وفي وقت لاحق أكد انانتناج النائب ميرزا بيغ محبوب مدير ويلقي الدعم الكامل والأمن. وفي وقت لاحق، وقال عرفان خان «هذا الحادث ليس مخيفا حقا. ما هو مخيف حقا هو ما عانى الشعب الكشميري المحلي منذ عقود.»

### ما بعد الإنتاج
دوللي أهلواليا صممت أزياء شاهيد كابور في الفيلم. تم إطلاق البرمو الرسمي للفيلم في 8 يوليو في حفل أقيم في مومباي.

## الموسيقى التصويرية
موسيقى haider هي للمخرج فيشال بهارداج.

## روابط
- حيدر على قاعدة بيانات الأفلام
- حيدر على بوليود هنغاما

## روابط خارجية
- مقالات تستعمل روابط فنية بلا صلة مع ويكي بيانات